# 1044

## Esdeveniments

### Països Catalans
- Barcelona, Comtat de Barcelona: el bisbe Guislabert i el vescomte Udalard II intenten un cop d'estat contra Ramon Berenguer I.
- Umbert de Sesagudes comanda una host contra l'Emirat de Saraqusta.

### Món
- Publicació del Wujing Zongyao, tractat xinès sobre l'art de la guerra, que inclou l'ús de la pólvora.
- Roma, Sacre Imperi Romano Germànic: Benet IX finalitza el seu primer període (1032-1044) com a Papa de Roma.

## Necrològiques
- Matilde de Frísia (ca. 1024 - 1044), reina consort de França
- Goteló I de Lotaríngia, marquès d'Anvers i duc de Baixa Lotaríngia